# Альберт Зінг
Альберт Зінг (нім. Albert Sing, 7 квітня 1917, Айслінген — 31 серпня 2008, Орильйо) — німецький футболіст, що грав на позиції півзахисника, зокрема за національну збірну Німеччини. По завершенні ігрової кар'єри — тренер.

## Клубна кар'єра
У дорослому футболі дебютував 1935 року виступами за команду «Штутгартер Кікерс», в якій грав до припинення футбольних змагань у 1944 році і після їх відновлення у 1947. 
Згодом протягом 1948–1949 років грав за «Ульм 1846», після чого був граючим тренером у німецьких «Норманнії» (Гмюнд) та «Шаффгаузені», а також у швейцарському «Янг Бойз», у складі якого з'являвся на полі до 40-річного віку, після чого зосередився на тренерській роботі.

## Виступи за збірну
У 1940–1942 роках провів 9 матчів у складі національної збірної Німеччини, забивши один гол.

## Кар'єра тренера
Після здобуття першого тренерського досвіду на батьківщині 1951 року став граючим тренером швейцарської команди «Янг Бойз», у якій зробив собі ім'я. У сезоні 1956/57 привів бернську команду до першого з 1920-х років титула чемпіона Швейцарії. Протягом наступних трьох сезонів команда Зінга незмінно захищала чемпіонський титул. 
Загалом тренував «Янг Бойз» до 1964 року. Продовжував працювати тренером до 1980 року, за цей час змінивши низку швейцарських клубних команд, а також встигнувши потренувати на батьківщині «Штутгартер Кікерс», «Штутгарт» та «Мюнхен 1860».
Помер 31 серпня 2008 року на 92-му році життя у швейцарському Орильйо.

## Титули і досягнення

### Як гравця
- Чемпіон Швейцарії (1):

«Янг Бойз»: 1956-1957

### Як тренера
- Чемпіон Швейцарії (4):

«Янг Бойз»: 1956-1957, 1957-1958, 1958-1959, 1959-1960